# Franz von Will

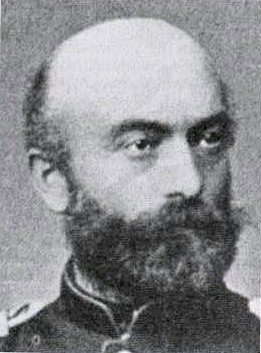
Franz Ritter von Will

Franz Will, seit 1871 Ritter von Will, (* 19. März 1830 in Sankt Martin (Pfalz); † 15. Februar 1912 in Würzburg) war ein bayerischer Generalmajor.

## Leben
Er kam als Sohn des Gutsbesitzers Jakob Will und seiner Ehefrau Klara, geborene Rieth zur Welt. Mit 12 Jahren nahm man ihn ins Bayerische Kadettenkorps auf und wurde 1848 als Unterleutnant dem 1. Feldartillerie-Regiment der Bayerischen Armee überwiesen. Am 11. Oktober 1853 wurde er Oberleutnant und am 27. März 1860 Hauptmann. 

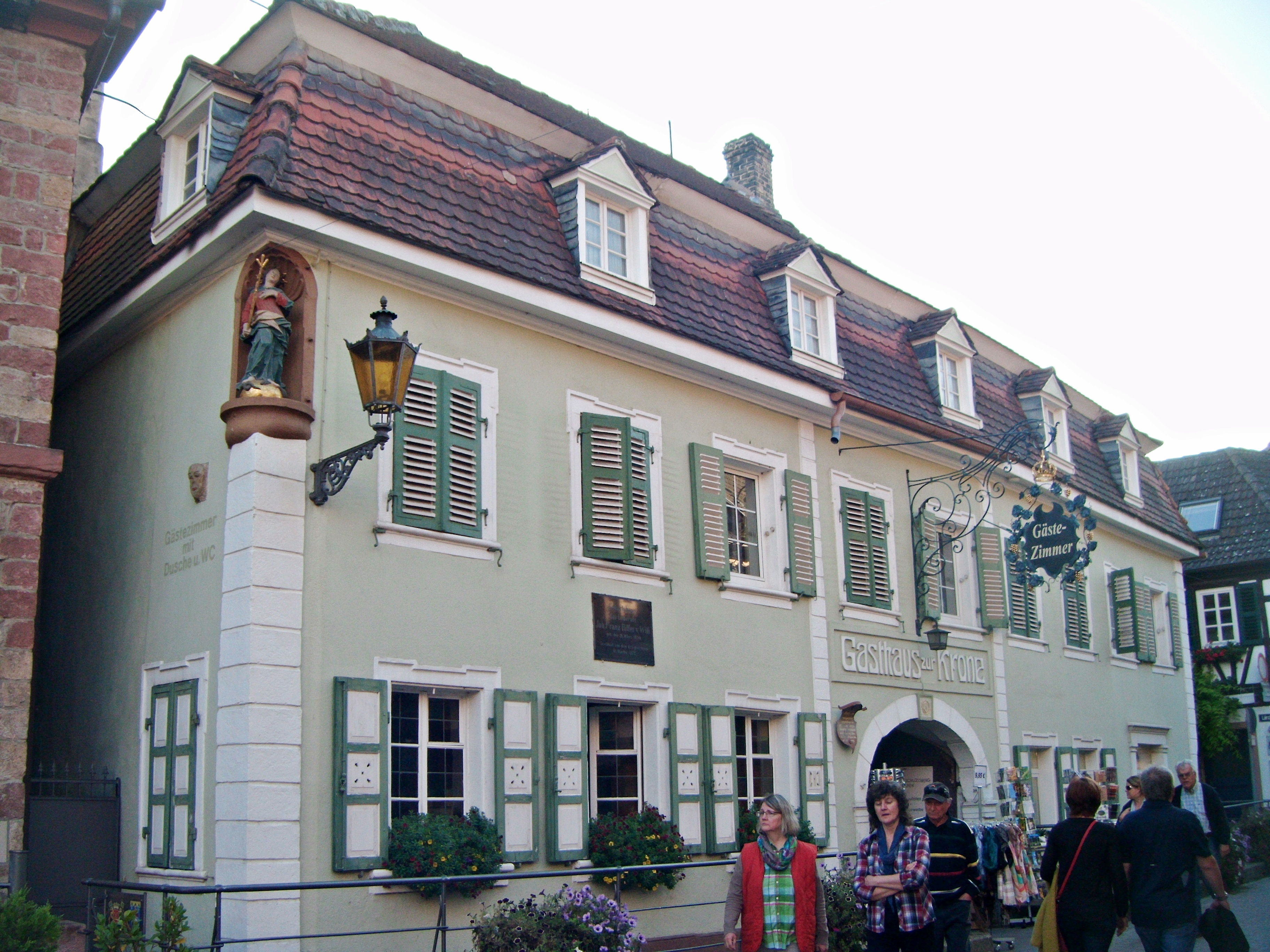
Sankt Martin (Pfalz), Geburtshaus des Generals, Tanzstraße 11

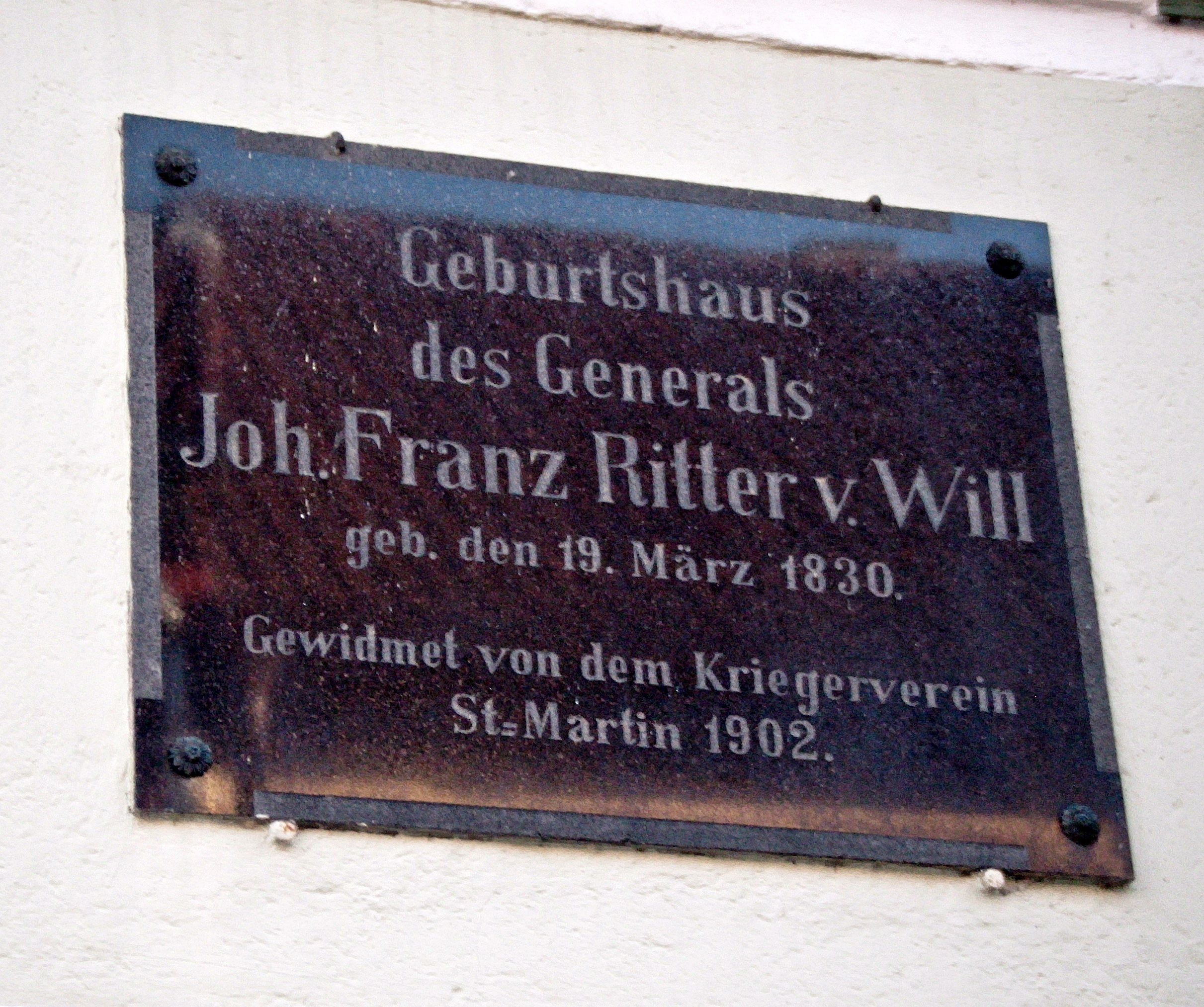
Sankt Martin (Pfalz), Gedenktafel am Geburtshaus

Im 4. Feldartillerie-Regiment nahm Will 1866 am Deutschen Krieg teil, wo man ihn mit dem Ritterkreuz I. Klasse des Militärverdienstordens auszeichnete. Am 1. Februar 1870 avancierte Will zum Major im 3. Feldartillerie-Regiment „Königin Mutter“. Den Krieg gegen Frankreich machte er 1870/71 in den Reihen des I. Armee-Korps mit. Er kämpfte bei Sedan, Orléans, an der Loire und nahm an der Belagerung von Paris teil. Für die Kämpfe bei Sedan erhielt er das Eiserne Kreuz II. Klasse. Sein entschlossenes und kampfentscheidendes Verhalten als Artilleriekommandeur im Gefecht bei Ormes (Anschlusskämpfe an das Gefecht bei Artenay), am 11. Oktober 1870, wurde durch König Ludwig II. mit dem Ritterkreuz des Militär-Max-Joseph-Ordens gewürdigt. Damit verbunden war die Erhebung in den persönlichen Adelsstand und er durfte sich nach Eintragung in die Adelsmatrikel „Ritter von Will“ nennen.
1872 erfolgte die Beförderung zum Oberstleutnant, am 1. Dezember 1878 zum Oberst und Kommandeur des 2. Feldartillerie-Regiments „Horn“. In dieser Stellung verblieb Will bis zu seiner Pensionierung am 30. Juli 1883, bei der er den Charakter als Generalmajor erhielt. An seinem 70. Geburtstag zeichnete man ihn mit dem Komturkreuz des Militärverdienstordens aus. 
Will war seit 1872 verheiratet mit Marie Wilhelmine Friederike von Crailsheim. Er starb 1912 in Würzburg und die Zeitschrift Das Bayerland schrieb in einem Nachruf: „Ein tapferer und schneidiger, pflichttreuer, dabei wohlwollender und gerechter Kommandeur ist mit ihm zu Grabe getragen worden.“ Bereits 1902 hatte der Kriegerverein Sankt Martin an seinem dortigen Geburtshaus (Tanzstraße 11, ehem. Gasthaus „Zur Krone“) eine Gedenktafel anbringen lassen.

## Weblinks

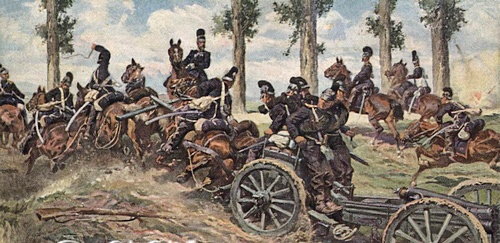
Bayerische Artillerie im Gefecht bei Ormes